# Distriktsrabbinat Schweinfurt
Das Distriktsrabbinat Schweinfurt entstand 1864 nach den Vorschriften des bayerischen Judenedikts von 1813 in Schweinfurt. 1863 wurde offiziell die Jüdische Gemeinde Schweinfurt gegründet und ein Jahr später wurde die Stadt Sitz eines Distriktsrabbinates durch die Verlegung des Distriktsrabbinates Niederwerrn. Erster Rabbiner war der seit 1840 in  Niederwerrn tätige Distriktsrabbiner Mayer Lebrecht.

## Aufgaben
Die Aufgaben umfassten Beratungen über Schulangelegenheiten, die Verwaltung von Stiftungen und die Verteilung von Almosen. Zur Finanzierung der Distriktsrabbinate wurden Umlagen von den einzelnen jüdischen Gemeinden bezahlt.

## Gemeinden des Distriktsrabbinats
- Jüdische Gemeinde Altenschönbach
- Jüdische Gemeinde Bonnland
- Jüdische Gemeinde Brünnau
- Jüdische Gemeinde Ebelsbach
- Jüdische Gemeinde Frankenwinheim
- Jüdische Gemeinde Geldersheim
- Jüdische Gemeinde Gochsheim (Unterfranken)
- Jüdische Gemeinde Järkendorf
- Jüdische Gemeinde Kirchschönbach
- Jüdische Gemeinde Niederwerrn
- Jüdische Gemeinde Obereuerheim
- Jüdische Gemeinde Öttershausen
- Jüdische Gemeinde Prichsenstadt
- Jüdische Gemeinde Rimbach
- Jüdische Gemeinde Schonungen
- Jüdische Gemeinde Schwanfeld
- Jüdische Gemeinde Schweinfurt
- Jüdische Gemeinde Sommerach
- Jüdische Gemeinde Theilheim
- Jüdische Gemeinde Traustadt
- Jüdische Gemeinde Werneck
- Jüdische Gemeinde Westheim bei Hassfurt
- Jüdische Gemeinde Wonfurt
- Jüdische Gemeinde Zeil am Main

## Distriktsrabbiner
- 1864 bis 1890: Mayer Lebrecht (* 1808 in Memmelsdorf; gest. 1894 in Schweinfurt)
- 1890 bis 1934: Salomon Stein (* 1866 in Nordheim am Main; gest. 1938 in Frankfurt a. M.)[1][2]
- 1934 bis 1939: Max Köhler (* 1899; gest. 1987), 1939 nach England emigriert